# Snowboard-Weltmeisterschaften 1999
Die 3. FIS Snowboard-Weltmeisterschaften fanden vom 17. bis 22. Januar 1999 in Berchtesgaden (Deutschland) statt.

## Männer

### Riesenslalom
| Platz | Land               | Sportler           |
| ----- | ------------------ | ------------------ |
| 1     | Deutschland        | Markus Ebner       |
| 2     | Frankreich         | Maxence Idesheim   |
| 3     | Österreich         | Stefan Kaltschütz  |
| 4     | Österreich         | Harald Walder      |
| 5     | Schweden           | Richard Rikardsson |
| 6     | Vereinigte Staaten | Ian Price          |
| 7     | Vereinigte Staaten | Peter Thorndike    |
| 8     | Frankreich         | Charlie Cosnier    |

| Mathias Behounek (18.) |
| Werner Ebenbauer (58.) |
| Dieter Moherndl (61.)  |

| Klaus Sammer (73.)      |
| Felix Stadler (74.)     |
| Bernd Kroschewski (76.) |

### Parallel-Riesenslalom
| Platz | Land       | Sportler           |
| ----- | ---------- | ------------------ |
| 1     | Schweden   | Richard Rikardsson |
| 2     | Österreich | Stefan Kaltschütz  |
| 3     | Österreich | Harald Walder      |
| 4     | Italien    | Karl Frenademez    |
| 5     | Schweden   | Stephen Copp       |
| 6     | Frankreich | Nicolas Huet       |
| 7     | Kanada     | Darren Chalmers    |
| 8     | Frankreich | Charlie Cosnier    |

| Peter Pechhacker (16.) |
| Werner Ebenbauer (17.) |
| Klaus Sammer (22.)     |
| Mathias Behounek (27.) |

| Bernd Kroschewski (33.) |
| Markus Ebner (44.)      |
| Dieter Moherndl (46.)   |

### Parallelslalom
| Platz | Land        | Sportler         |
| ----- | ----------- | ---------------- |
| 1     | Frankreich  | Nicolas Huet     |
| 2     | Frankreich  | Mathieu Bozzetto |
| 3     | Österreich  | Werner Ebenbauer |
| 4     | Schweden    | Ulf Maard        |
| 5     | Deutschland | Mathias Behounek |
| 6     | Frankreich  | Mathieu Chiquet  |
| 7     | Italien     | Karl Frenademez  |
| 8     | Frankreich  | Maxence Idesheim |

| Stefan Kaltschütz (10.) |
| Alexander Koller (12.)  |
| Markus Ebner (14.)      |
| Harald Walder (15.)     |

| Dieter Moherndl (20.)   |
| Bernd Kroschewski (24.) |
| Felix Stadler (DSQ/74.) |

### Halfpipe
| Platz | Land               | Sportler                |
| ----- | ------------------ | ----------------------- |
| 1     | Vereinigte Staaten | Ricky Bower             |
| 2     | Schweden           | Fredrik Sterner         |
| 3     | Finnland           | Timo Aho                |
| 4     | Frankreich         | Jonathan Collomb-Patton |
| 5     | Vereinigte Staaten | Zach Horwitz            |
| 6     | Vereinigte Staaten | Tommy Czeschin          |
| 7     | Finnland           | Jari Vastamäki          |
| 8     | Japan              | Shinichi Watanabe       |

| Datum: 16. Januar 1999     |
| keine Starter aus D-A-CH-L |

### Snowboardcross
| Platz | Land       | Sportler          |
| ----- | ---------- | ----------------- |
| 1     | Schweden   | Henrik Jansson    |
| 2     | Schweden   | Magnus Sterner    |
| 3     | Australien | Zeke Steggall     |
| 4     | Kanada     | Nelsen Jensen     |
| 5     | Schweden   | Martin Gunnarsson |
| 6     | Österreich | Werner Ebenbauer  |
| 7     | Frankreich | Guillaume Sachot  |
| 8     | Frankreich | Fabrice Blanc     |

| Alexander Koller (11.) |
| Markus Ebner (13.)     |

| Mathias Behounek (14.) |
| Felix Stadler (16.)    |
| Dieter Moherndl (26.)  |

| Klaus Sammer (28.)       |
| Andreas Prommegger (43.) |
| Willi Wieser (48.)       |

## Frauen

### Riesenslalom
| Platz | Land               | Sportler          |
| ----- | ------------------ | ----------------- |
| 1     | Italien            | Margherita Parini |
| 2     | Italien            | Lidia Trettel     |
| 3     | Vereinigte Staaten | Sondra van Ert    |
| 4     | Österreich         | Manuela Riegler   |
| 5     | Italien            | Carmen Ranigler   |
| 6     | Österreich         | Ursula Fingerlos  |
| 7     | Frankreich         | Nathalie Desmares |
| 8     | Österreich         | Birgit Herbert    |

| Maria Kirchgasser-Pichler (11.) |
| Isabel Zedlacher (13.)          |
| Sandra Farmand (14.)            |

| Amalie Kulawik (16.) |
| Heidi Renoth (43.)   |

### Parallel-Riesenslalom
| Platz | Land        | Sportlerin      |
| ----- | ----------- | --------------- |
| 1     | Frankreich  | Isabelle Blanc  |
| 2     | USA         | Rosey Fletcher  |
| 3     | Schweden    | Åsa Windahl     |
| 4     | Frankreich  | Karine Ruby     |
| 5     | Österreich  | Claudia Riegler |
| 6     | Österreich  | Manuela Riegler |
| 7     | Deutschland | Sandra Farmand  |
| 8     | Italien     | Lidia Trettel   |

| Ursula Fingerlos (10.) |
| Isabel Zedlacher (11.) |
| Amalie Kulawik (20.)   |

| Heidi Renoth (23.)              |
| Maria Kirchgasser-Pichler (25.) |

### Parallelslalom
| Platz | Land        | Sportler                    |
| ----- | ----------- | --------------------------- |
| 1     | Italien     | Marion Posch                |
| 2     | Frankreich  | Isabelle Blanc              |
| 3     | Deutschland | Sandra Farmand              |
| 4     | Frankreich  | Karine Ruby                 |
| 5     | Österreich  | Manuela Riegler             |
| 6     | Italien     | Carmen Ranigler             |
| 7     | Schweden    | Sara Fischer                |
| 8     | Italien     | Dagmar Mair unter der Eggen |

| Claudia Riegler (9.)   |
| Ursula Fingerlos (11.) |

| Isabel Zedlacher (12.) |
| Birgit Herbert (14.)   |
| Amalie Kulawik (40.)   |

### Halfpipe
| Platz | Land                   | Sportler            |
| ----- | ---------------------- | ------------------- |
| 1     | USA                    | Kim Stacey          |
| 2     | Frankreich             | Doriane Vidal       |
| 3     | Schweden               | Anna Hellman        |
| 4     | Frankreich             | Valerie Bourdier    |
| 5     | Italien                | Alessandra Pescosta |
| 6     | Deutschland            | Sabine Wehr-Hasler  |
| 7     | Japan                  | Yuri Yoshikawa      |
| 8     | Vereinigtes Königreich | Melanie Leando      |

| Datum: 16. Januar 1999 |
| Sandra Farmand (11.)   |

### Snowboardcross
| Platz | Land               | Sportler            |
| ----- | ------------------ | ------------------- |
| 1     | Frankreich         | Julie Pomagalski    |
| 2     | Russland           | Marija Tichwinskaja |
| 3     | Frankreich         | Olivia Guerry       |
| 4     | Schweden           | Sophia Bergdahl     |
| 5     | Österreich         | Claudia Riegler     |
| 6     | Frankreich         | Marie Laissus       |
| 7     | Vereinigte Staaten | Sondra van Ert      |
| 8     | Italien            | Carmen Ranigler     |

| Amalie Kulawik (13.)  |
| Manuela Riegler (15.) |

| Maria Kirchgasser-Pichler (19.) |
| Sabine Wehr-Hasler (22.)        |
| Ursula Fingerlos (25.)          |

## Medaillenspiegel
| Platz  | Land        |    |    |    |    |
| ------ | ----------- | -- | -- | -- | -- |
| 1      | Frankreich  | 3  | 4  | 1  | 8  |
| 2      | Schweden    | 2  | 2  | 2  | 6  |
| 3      | USA         | 2  | 1  | 1  | 4  |
| 4      | Italien     | 2  | 1  | 0  | 3  |
| 5      | Deutschland | 1  | 0  | 1  | 2  |
| 6      | Österreich  | 0  | 1  | 3  | 4  |
| 7      | Russland    | 0  | 1  | 0  | 1  |
| 8      | Australien  | 0  | 0  | 1  | 1  |
| 8      | Finnland    | 0  | 0  | 1  | 1  |
| Gesamt | Gesamt      | 10 | 10 | 10 | 30 |